# リアロ
株式会社リアロ（英: Rialo Inc.）は、大阪市都島区に本社を置く、専門書・CD・レコードなどの買取を行う中古品リサイクル販売業を展開する企業。

## 概要
株式会社リアロは、専門書に特化した大阪の書籍買取専門店「藍青堂書林」、CD・レコードを専門に買取を行う「TU-field」など中古品買取を中心に事業を展開するリサイクル販売企業である。買取方法は「宅配買取」「出張買取」「店頭買取」の3つから選ぶことができる。

## 主なサービス
- 専門書買取「藍青堂書林」
- CD・レコード買取「TU-field」